# Llista d'ecoregions de Guinea Equatorial
Aquesta és una llista d'ecoregions de Guinea Equatorial, d'acord amb el Fons Mundial per la Natura (WWF). Hi ha tres regions geogràfiques diferents del país (Mbini al continent africà, l'illa de Bioko i l'illa d'Annobón) que són la llar de diferents ecoregions.

## Ecoregions terrestres

### Boscos tropicals i subtropicals de frondoses humits
- Selva costanera del Cross-Sanaga i Bioko (Bioko)
- Selva costanera equatorial atlàntica (Mbini)
- Selva montana de Bioko i Mont Camerun (Bioko)
- Selva de terres baixes de São Tomé, Principe i Annobón (Annobón)

### Manglars
- Manglar d'Àfrica Central (Riu Muni)

## Ecoregions d'aigua dolça
- Costa Equatorial Centre-Oest (Riu Muni)
- Costa Equatorial Nord-Oest (Bioko)
- São Tomé, Principe i Annobón (Annobón)

## Ecoregions marines
- Golf de Guinea central (Bioko, Riu Muni)
- Illes del Golf de Guinea (Annobón)